# Oskar Grippenberg
 Oskar-Ferdinand-Casimir Grippenberg  (13 janvier 1838-1915), en russe : Оскар Казимирович Гриппенберг, était un général de l'armée impériale russe qui combattit, en tant que commandant de la 2e Armée de Mandchourie, pendant la guerre russo-japonaise de 1904-1905, notamment à la bataille de Sandepou.

## Biographie
Oskar Grippenberg (en suédois : Oskar Ferdinand Casimir Gripenberg) naquit au sein d'une famille de la petite noblesse suédoise dans le grand-duché de Finlande qui avait appartenu autrefois à la Suède et qui constituait depuis le début du XIXe siècle un grand-duché rattaché à la couronne impériale russe, et jouissant d'une autonomie limitée.
Il devint Junker en 1854, puis combattit lors de la guerre de Crimée, où il fut nommé sous-lieutenant. Il participa ensuite, en 1863-1864, à la pacification de la révolte polonaise, en tant que capitaine.
En 1866, il fut nommé au Turkestan, où il commanda au sein du 1er bataillon de ligne d'Orenbourg. L'année suivante, toujours au Turkestan, il commanda au sein du 5e bataillon de ligne du Turkestan. Il participa à la prise de Boukhara et fit partie d'expéditions victorieuses, comme celle de la prise de la forteresse d'Oura-Tubé, pour laquelle il fut décoré de l'Ordre de Sainte-Anne (de 3e classe, avec épées et ruban), et de l'Ordre de Saint-Georges (4e classe).
En 1869, il devint lieutenant-colonel et fut décoré de l'Ordre de Saint-Stanislas (2e classe) et, en 1872, fut élevé au grade de colonel.
En 1874, il épousa Hedvig-Angélique Lundh, dont il eut quatre enfants.
En 1877, il commanda le 2e bataillon de tirailleurs de la Garde impériale et fut envoyé au combat, lors de la guerre russo-turque de 1877-1878. Peu après le début des combats, il servit au sein du régiment de Moscou de la Garde impériale et se distingua par sa bravoure, son énergie et son courage exceptionnel.
En effet, du 21 au 23 novembre 1877, il défendit sans aucun appui la position de Praviets attaquée par Arab-Konak, où le 3e bataillon de la Garde impériale battit les 18 tabors de Charik Pacha. Il reçut pour cela l'Ordre de Saint-Vladimir de 3e classe, normalement réservé aux officiers de haut-rang, alors qu'il n'était encore que colonel. Il fut dès lors considéré comme l'un des héros de cette guerre. L'année suivante, il fut élevé au sein de ce même ordre à la 2e classe, puis à la 1re.
Le 10 février 1878, il fut élevé au grade de général-major et nommé comme officier de la suite de Sa Majesté Impériale et reçut l'Ordre de Saint-Georges (3e classe).
Après avoir commandé à partir de 1883 le régiment de Moscou de la Garde impériale, Grippenberg commanda en 1888-1889 la 1re brigade de la 1re division d'infanterie de la Garde, puis devint commandant de la brigade des tirailleurs de la Garde. En 1890, il fut nommé général-lieutenant.
À partir de 1898, il fut à la tête de la commission Alexandre, chargée des soins aux blessés. En 1900, il fut mis à la tête du 6e corps d'armée et nommé général d'infanterie, puis général-adjudant en 1904.
C'est alors qu'il fut nommé commandant de la 2e armée de Mandchourie.

## En Extrême-Orient
Après s'être rendu à Moukden, le 28 novembre 1904, en pleine guerre russo-japonaise, le général Grippenberg se persuada que la position russe était imprenable. Le général avait déclaré auparavant que le flanc gauche de l'ennemi était vulnérable. Il avait été confronté aux Japonais, commandés par le général Oku, mais était convaincu de la supériorité de l'armée russe.
Du 12 au 16 janvier à Sandepou, la 2e armée de Mandchourie s'affronta sans succès aux Japonais. Le général Kouropatkine critiqua sévèrement les plans de Grippenberg, aussi, le 17 janvier, le général Grippenberg envoya un télégramme à Nicolas II lui demandant d'être relevé de son commandement. Le lendemain, l'Empereur lui accorda la permission de se rendre sans délai à Saint-Pétersbourg. Grippenberg laissa la place à Mylov. Ce n'est qu'en mars 1905, après la désastreuse bataille de Moukden que Grippenberg fut officiellement démis de ses fonctions, et qu'il devint général inspecteur d'infanterie. Le général Dragomirov fut le seul officier du haut-commandement à prendre sa défense.
Il démissionna de l'armée, le 16 janvier 1906.
Cette démission fit grand bruit à l'époque en Russie, car les doutes concernant la conduite de la guerre étaient importants, dans le contexte troublé de l'après-révolution de 1905.
Le général Grippenberg mourut à Petrograd, le 25 décembre 1915, et fut enterré au cimetière de Tsarskoïe Selo.